# 久保田照雄
久保田 照雄（くぼた てるお、1927年2月16日 - 2010年5月10日）は、日本の銀行家。

## 経歴
富山県出身。1951年に東京大学経済学部を卒業し、同年に北陸銀行に入行。1972年5月に取締役に就任し、1975年12月に常務、1977年11月に専務を経て、1980年6月に頭取に就任。1992年6月に会長に就任し、1994年6月に取締役相談役を経て、1998年6月には相談役に退いた。
1994年11月に藍綬褒章を受章。
2010年5月10日に肺炎のために死去。88歳没。